# Les Authieux-du-Puits
Les Authieux-du-Puits ist eine ehemalige französische Gemeinde mit 76 Einwohnern (Stand: 1. Januar 2022) im Département Orne in der Region Normandie. Sie gehörte zum Arrondissement Mortagne-au-Perche.
Der Erlass des Präfekten vom 13. September 2024 legte mit Wirkung zum 1. Januar 2025 die Eingliederung von Les Authieux-du-Puits als Commune déléguée zusammen mit den früheren Gemeinden Le Merlerault, Godisson, La Genevraie und Nonant-le-Pin zur Commune nouvelle Merlerault-le-Pin fest.

## Geografie

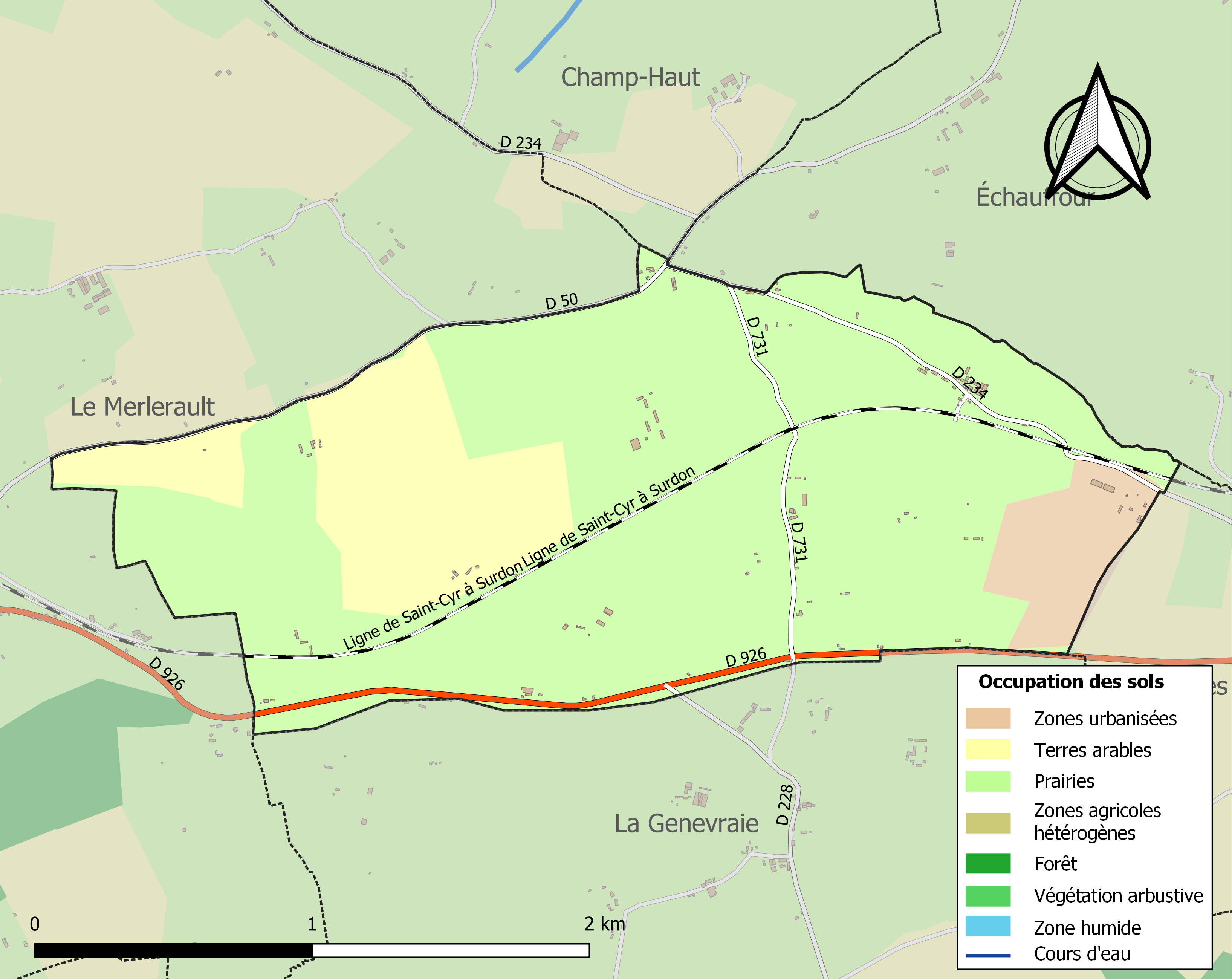
Bodennutzung und Infrastruktur von Les Authieux-du-Puits (2018)

Les Authieux-du-Puits liegt etwa 27 Kilometer nordwestlich von Mortagne-au-Perche und etwa 36 Kilometer nordöstlich von Alençon im Süden der Région naturelle des Pays d’Auge. Das Ortsgebiet wird entwässert vom Ruisseau Saint-Martin, vom Ruisseau du Bois Guimon und kleineren Fließgewässern. Les Authieux-du-Puits besteht aus verstreut liegenden Weilern ohne eigentliches Zentrum. Das Relief des Ortsgebiets weist eine Mulde auf, wobei das Niveau an drei Seiten, im Norden, Osten und Süden markant ansteigt. Das ehemalige Bürgermeisteramt mit der Pfarrkirche liegt im Norden an der Grenze zu den Nachbarorten Le Merlerault, Champ-Haut und Échauffour leicht erhöht auf etwa 280 m. Die höchste Erhebung wird im Süden mit 302 m, die niedrigste im Westen mit 214 m am Austritt des Ruisseau Saint-Martin aus dem Ortsgebiet gemessen.
Teile des Gebiets von Les Authieux-du-Puits gehören zu den Natura-2000-Schutzgebieten „Haute vallée de l’Orne et affluents“ (FR2500099) und „Bocages et vergers du sud Pays d’Auge“ (FR2502014). Rund 94 % der Fläche von Les Authieux-du-Puits werden landwirtschaftlich, hauptsächlich als Weideland genutzt, rund 6 % entfallen auf künstlich angelegte, nicht landwirtschaftliche Grünflächen (Stand: 2018).
Umgeben wird Les Authieux-du-Puits von den Nachbargemeinden Champ-Haut im Norden, Échauffour im Nordosten und Planches im Südosten sowie den Communes déléguées La Genevraie im Süden und Le Merlerault im Westen.

## Bevölkerungsentwicklung

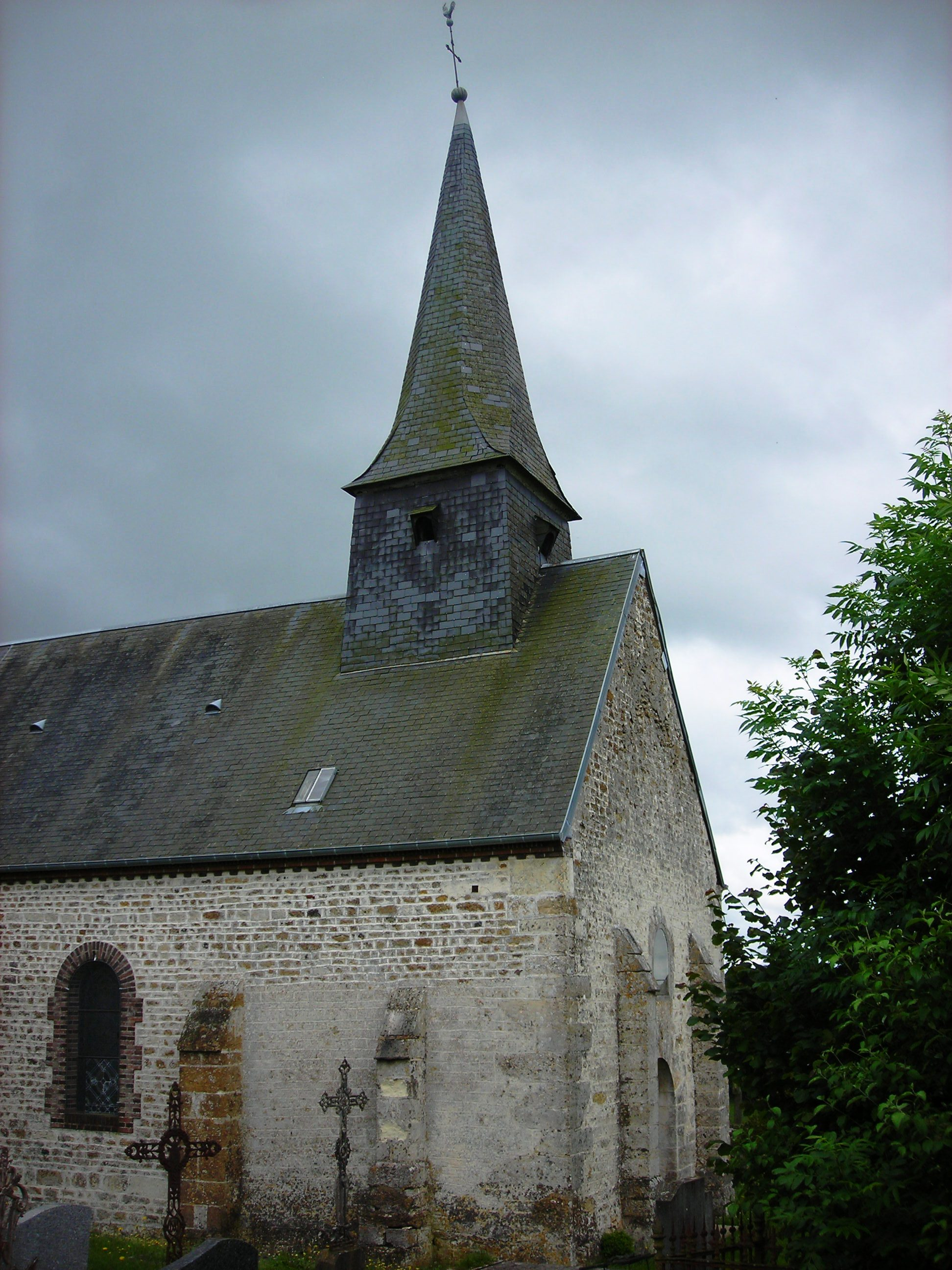
Pfarrkirche Saint-Martin

| Les Authieux-du-Puits: Einwohnerzahlen von 1793 bis 2020                                                                   | Les Authieux-du-Puits: Einwohnerzahlen von 1793 bis 2020 | Les Authieux-du-Puits: Einwohnerzahlen von 1793 bis 2020 | Les Authieux-du-Puits: Einwohnerzahlen von 1793 bis 2020 | Les Authieux-du-Puits: Einwohnerzahlen von 1793 bis 2020 |
| --- | -------------------------------------------------------- | -------------------------------------------------------- | -------------------------------------------------------- | -------------------------------------------------------- |
| Jahr |                                                          |                                                          |                                                          | Einwohner                                                |
| 1793 | 1793                                                     |                                                          | 219                                                      | 219                                                      |
| 1800 | 1800                                                     |                                                          | 240                                                      | 240                                                      |
| 1806 | 1806                                                     |                                                          | 242                                                      | 242                                                      |
| 1821 | 1821                                                     |                                                          | 227                                                      | 227                                                      |
| 1836 | 1836                                                     |                                                          | 207                                                      | 207                                                      |
| 1841 | 1841                                                     |                                                          | 201                                                      | 201                                                      |
| 1846 | 1846                                                     |                                                          | 198                                                      | 198                                                      |
| 1851 | 1851                                                     |                                                          | 199                                                      | 199                                                      |
| 1856 | 1856                                                     |                                                          | 163                                                      | 163                                                      |
| 1861 | 1861                                                     |                                                          | 151                                                      | 151                                                      |
| 1866 | 1866                                                     |                                                          | 300                                                      | 300                                                      |
| 1872 | 1872                                                     |                                                          | 184                                                      | 184                                                      |
| 1876 | 1876                                                     |                                                          | 159                                                      | 159                                                      |
| 1881 | 1881                                                     |                                                          | 146                                                      | 146                                                      |
| 1886 | 1886                                                     |                                                          | 134                                                      | 134                                                      |
| 1891 | 1891                                                     |                                                          | 165                                                      | 165                                                      |
| 1896 | 1896                                                     |                                                          | 155                                                      | 155                                                      |
| 1901 | 1901                                                     |                                                          | 144                                                      | 144                                                      |
| 1906 | 1906                                                     |                                                          | 148                                                      | 148                                                      |
| 1911 | 1911                                                     |                                                          | 134                                                      | 134                                                      |
| 1921 | 1921                                                     |                                                          | 111                                                      | 111                                                      |
| 1926 | 1926                                                     |                                                          | 116                                                      | 116                                                      |
| 1931 | 1931                                                     |                                                          | 137                                                      | 137                                                      |
| 1936 | 1936                                                     |                                                          | 117                                                      | 117                                                      |
| 1946 | 1946                                                     |                                                          | 108                                                      | 108                                                      |
| 1954 | 1954                                                     |                                                          | 116                                                      | 116                                                      |
| 1962 | 1962                                                     |                                                          | 118                                                      | 118                                                      |
| 1968 | 1968                                                     |                                                          | 105                                                      | 105                                                      |
| 1975 | 1975                                                     |                                                          | 98                                                       | 98                                                       |
| 1982 | 1982                                                     |                                                          | 60                                                       | 60                                                       |
| 1990 | 1990                                                     |                                                          | 62                                                       | 62                                                       |
| 1999 | 1999                                                     |                                                          | 72                                                       | 72                                                       |
| 2006 | 2006                                                     |                                                          | 67                                                       | 67                                                       |
| 2013 | 2013                                                     |                                                          | 66                                                       | 66                                                       |
| 2020 | 2020                                                     |                                                          | 82                                                       | 82                                                       |
| Quelle(n): EHESS/Cassini bis 1999, INSEE ab 2006 Anmerkung(en): Ab 1962 offizielle Zahlen ohne Einwohner mit Zweitwohnsitz |                                                          |                                                          |                                                          |                                                          |

## Sehenswürdigkeiten
- Pfarrkirche Saint-Martin aus dem 19. Jahrhundert mit Westteil und Kirchturm des Vorgängerbaus aus dem 17. Jahrhundert. Die Kirche birgt zahlreiche Ausstattungsgegenstände, die in der Base Palissy gelistet sind.
- Schloss des Authieux, errichtet 1667 mit einer angegliederten Traberzucht seit dem 20. Jahrhundert
- Herrenhaus im Weiler La Chesnaieaus aus der ersten Hälfte des 17. Jahrhunderts